# Oktober 2015
Portal Geschichte | Portal Biografien | Aktuelle Ereignisse | Jahreskalender | Tagesartikel

◄ |
20. Jahrhundert |
21. Jahrhundert

◄ |
1980er |
1990er |
2000er |
2010er
| 2020er | 2030er | 2040er

◄ |
2011 |
2012 |
2013 |
2014 |
2015
| 2016 | 2017 | 2018 | 2019 | ►

◄ |
Juli 2015 |
August 2015 |
September 2015 |
Oktober 2015 |
November 2015 |
Dezember 2015 |
Januar 2016 |
►
Dieser Artikel behandelt tagesbezogene Nachrichten und Ereignisse im Oktober 2015.

## Tagesgeschehen

### Donnerstag, 1. Oktober 2015
- Kundus/Afghanistan: Die afghanische Armee erobert die nordafghanischen Provinzhauptstadt Kundus zurück, die wenige Tage zuvor von den radikalislamischen Taliban besetzt worden ist. Hunderte Menschen kommen dabei ums Leben.[1]
- Manama/Bahrain: Nach der Entdeckung eines großen Waffen- und Sprengstoffversteckes durch bahrainische Sicherheitsbehörden und der Festnahme mehrerer Verdächtiger mit Verbindungen zum Iran zieht Bahrain seinen Botschafter aus Teheran ab und erklärt den iranischen Botschafter in Manama zur unerwünschten Person.[2]
- Roseburg/Vereinigte Staaten: Bei einem Amoklauf an einem College in Oregon kommen zehn Personen, darunter der Täter, ums Leben.[3]
- Stockholm/Schweden: Den diesjährigen „Alternativen Nobelpreis“ erhalten Tony de Brum und das Volk der Marshallinseln für ihren Einsatz gegen die Atommächte, die den Abrüstungsverpflichtungen aus dem Atomwaffensperrvertrag nicht nachkommen, Sheila Watt-Cloutier für ihren Einsatz für die Rechte der Inuit, Kasha Jacqueline Nabagesera für ihren Einsatz für sexuelle Minderheiten sowie Gino Strada und Emergency für die Schaffung medizinischer Nothilfe für Opfer von Konflikten und Ungerechtigkeiten.[4]

### Freitag, 2. Oktober 2015
- Kiew/Ukraine: Es wird bekannt, dass unabhängige Beobachter der OSZE, die den Waffenstillstand im Kriegsgebiet der Ostukraine überwachen, auf einem Übungsfeld der prorussischen Separatisten ein russisches Buratino-Flammenwerfersystem entdeckt haben, das nur in der Russischen Föderation gebaut wird, nicht in die Ukraine exportiert worden war und nicht Teil des Arsenals ukrainischer Truppen ist. Das Moskauer Verteidigungsministerium kommentiert den Fund nicht.[5]

### Samstag, 3. Oktober 2015
- Frankfurt am Main/Deutschland: Bundespräsident Joachim Gauck hält seine Rede beim Festakt zum 25. Tag der Deutschen Einheit. Betreffend der Bewältigung des Zuzugs von Flüchtlingen, der Steuerung weiterer Formen der Einwanderung und der Integration von Neuankömmlingen in die Gesellschaft erklärt er: „Wie 1990 erwartet uns eine Herausforderung, die Generationen beschäftigen wird. Doch anders als damals soll nun zusammenwachsen, was bisher nicht zusammen gehörte.“[6][7]
- Kundus/Afghanistan: In den frühen Morgenstunden wird eine Klinik der Hilfsorganisation Ärzte ohne Grenzen in der Stadt Kundus bei einem Luftangriff getroffen. Es kommt zu mindestens 30 Todesopfern.[8]
- Mörsdorf/Deutschland: Die Geierlay-Brücke, die mit 360 Metern längste Hängeseilbrücke Deutschlands, wird eröffnet. Bis zu 100 m über dem Talgrund überspannt sie im Rhein-Hunsrück-Kreis ein Seitental der Mosel.[9]
- Vatikanstadt: Als erster Theologe aus dem Vatikan hat der Pole Krzysztof Charamsa sein Coming-out als Homosexueller. Er lebt mit einem Partner zusammen. Charamsa wagt den Schritt in die Öffentlichkeit bewusst einen Tag vor Beginn der Bischofssynode zum Thema Ehe und Familie.[10]
- Wien/Österreich: Das Solidaritätskonzert Voices for Refugees, bei dem unter anderem Die Toten Hosen, Konstantin Wecker, Conchita Wurst und Zucchero auftreten, wird von mehr als 100.000 Menschen besucht.[11]

### Sonntag, 4. Oktober 2015
- Bischkek/Kirgisistan: Die prorussischen Sozialdemokraten gehen als Sieger aus der Parlamentswahl hervor.[12] Zum ersten Mal gibt es Wählerlisten und Wähler werden bei der Stimmabgabe registriert, um Mehrfachabstimmungen zu verhindern. Insgesamt treten 14 Parteien an.[13]
- Lissabon/Portugal: Bei den Parlamentswahlen in Portugal gewinnt die bisherige bürgerlich-konservative Regierungskoalition unter Ministerpräsident Pedro Passos Coelho die meisten Stimmen, verliert jedoch die Mehrheit und ist auf die Unterstützung oder Tolerierung weiterer Partner angewiesen. Alternativ kann eine große Koalition oder ein linkes Regierungsbündnis gebildet werden.[14]
- Minsk/Belarus: Etwa 1000 Belarussen protestieren gegen Pläne, eine russische Militärbasis auf belorussischem Territorium zu errichten.[15]

### Montag, 5. Oktober 2015
- Stockholm/Schweden: Der Nobelpreis für Physiologie oder Medizin geht 2015 an William C. Campbell aus Irland, den Japaner Satoshi Ōmura und die Chinesin Tu Youyou.[16]
- Yaren/Nauru: Die nauruische Regierung kündigt an, die Verfahren um die Anerkennung von Asylanten zu beschleunigen. Seit Jahren nimmt Nauru nach einem Abkommen mit Australien Flüchtlinge auf, die ursprünglich nach Australien einwandern wollten.[17]

### Dienstag, 6. Oktober 2015
- Dubrovnik/Kroatien: Der südkoreanische Ökonom Hoesung Lee wird zum neuen Vorsitzenden des Weltklimarates IPCC gewählt.[18]
- Seebrügge/Belgien: Bei der nächtlichen Kollision des niederländischen Frachtschiffs Flinterstar der Reederei Flinter mit dem unter der Flagge der Marshallinseln fahrenden Flüssiggastanker Al Oraiq der Reederei “K” Line in der Nordsee vor dem belgischen Hafen von Brügge-Seebrügge sinkt die Flinterstar teilweise, ihre zwölf Besatzungsmitglieder können in Sicherheit gebracht werden.[19]
- Stockholm/Schweden: Der Nobelpreis für Physik 2015 geht an Takaaki Kajita aus Japan und den Australier Arthur McDonald.[20] Sie haben die Neutrinooszillation nachgewiesen.[21]

### Mittwoch, 7. Oktober 2015
- Brüssel/Belgien: Zehntausende folgen einem Aufruf der Gewerkschaften und protestieren in der belgischen Hauptstadt gegen die Sparpolitik der Regierung.[22]
- Stockholm/Schweden: Der diesjährige Nobelpreis für Chemie geht an den Schweden Tomas Lindahl, Paul Modrich aus den USA und Aziz Sancar aus der Türkei.[23]

### Donnerstag, 8. Oktober 2015

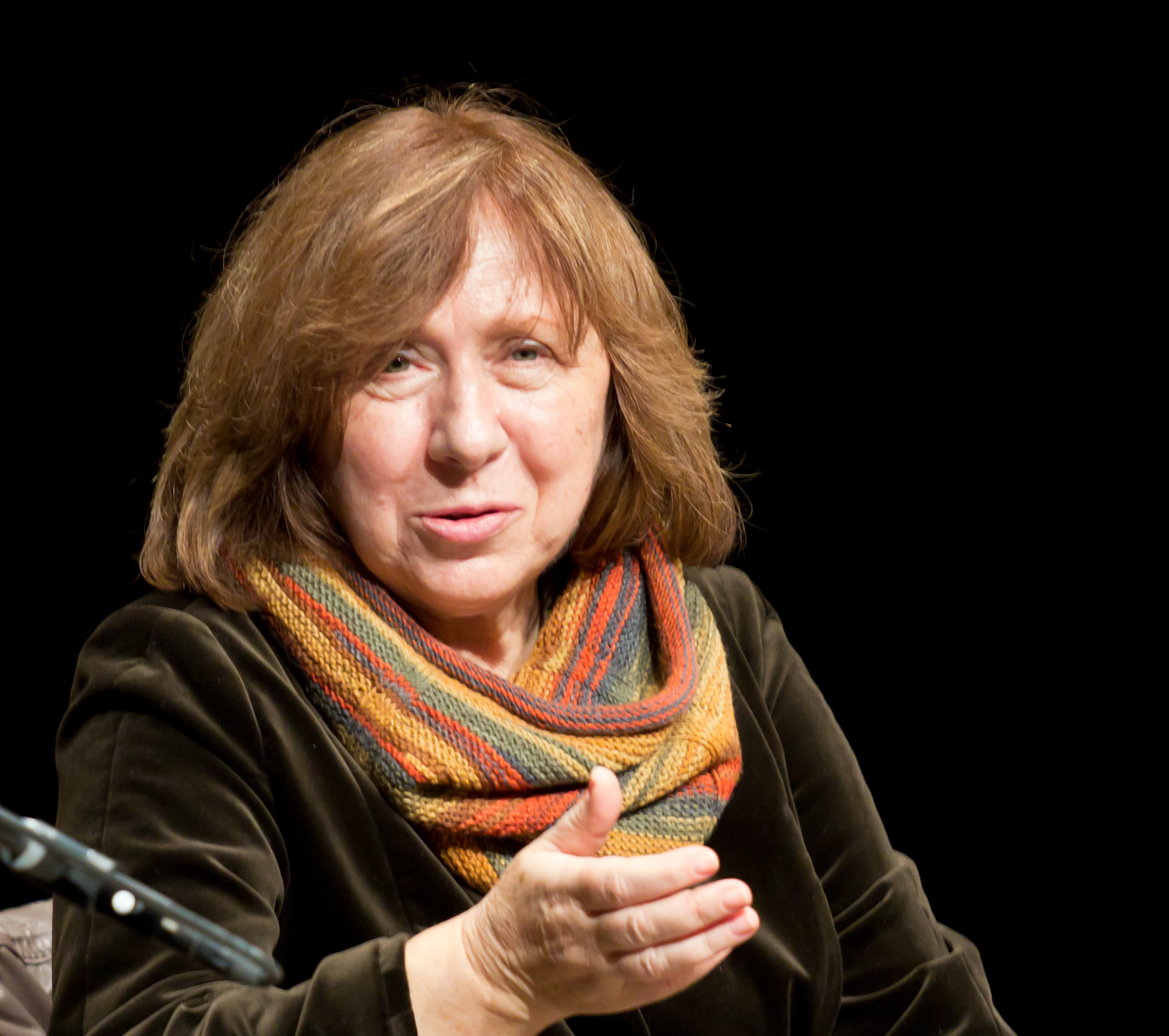
Swetlana Alexijewitsch

- Stockholm/Schweden: Die Belarussin Swetlana Alexandrowna Alexijewitsch wird mit dem Nobelpreis für Literatur 2015 ausgezeichnet.[24]
- Zürich/Schweiz: Im Zuge der Korruptionsaffäre im Weltfußballverband FIFA suspendiert dessen Ethikkommission Verbandschef Sepp Blatter sowie den Chef des europäischen Fußballverbandes UEFA, Michel Platini, für jeweils 90 Tage. Kommissarischer FIFA-Verbandspräsident wird mit Issa Hayatou der Vorsitzende des afrikanischen Fußballverbandes CAF.[25]

### Freitag, 9. Oktober 2015
- Oslo/Norwegen: Das Tunesische Dialogquartett erhält den diesjährigen Friedensnobelpreis.[26]

### Samstag, 10. Oktober 2015
- Ankara/Türkei: Bei einer regierungskritischen Demonstration kurz vor einer Friedenskundgebung kommt es an einem Bahnhof zu einem Terroranschlag, bei dem zwei Sprengsätze innerhalb kurzer Zeit detonieren. Die Zahl der Todesopfer beläuft sich auf 128. Außerdem gibt es mehr als 500 Verletzte.[27]
- Hawaii/Vereinigte Staaten: Auf Big Island gewinnt Jan Frodeno als fünfter Deutscher den Triathlon-Wettbewerb Ironman Hawaii vor seinem Landsmann Andreas Raelert. Im Klassement der Damen steht die Schweizerin Daniela Ryf zum ersten Mal an der Spitze.[28]
- Pjöngjang/Nordkorea: Bei einer großen Militärparade zum 70. Geburtstag der Partei der Arbeit Koreas erklärt Machthaber Kim Jong-un, sein Land sei bereit, jeden Krieg zu führen, der von den USA angezettelt werde. Der Militärparade wohnt auch hochrangiger Besuch aus China bei.[29]
- Teheran/Iran: Mit dem Abschuss einer Mittelstreckenrakete, die in der Lage ist, Atomwaffen zu transportieren, verletzt der Iran möglicherweise eine 2010 gegen ihn verhängte Resolution des Weltsicherheitsrates.[30]

### Sonntag, 11. Oktober 2015
- Conakry/Guinea: Die Präsidentschaftswahl in Guinea gewinnt Amtsinhaber Alpha Condé.[31]
- Minsk/Belarus: Die Präsidentschaftswahl in Belarus gewinnt Amtsinhaber Aljaksandr Lukaschenka.[32]
- Wien/Österreich: Die Landtags- und Gemeinderatswahl in Wien gewinnt die SPÖ. Die als Favorit gehandelte FPÖ verpasst den Sieg, kann jedoch stark zulegen.[33]

### Montag, 12. Oktober 2015
- Round Rock/Vereinigte Staaten: Das US-amerikanische Unternehmen Dell gibt bekannt, den Speicherspezialisten EMC für 67 Milliarden US-Dollar zu übernehmen.[34]
- Stockholm/Schweden: Der Preisträger des diesjährigen Alfred-Nobel-Gedächtnispreises für Wirtschaftswissenschaften ist der Schotte Angus Deaton, der bahnbrechende Arbeiten über Konsum, Armut, Ungleichheit und Gesundheit verfasst hat.[35]

### Dienstag, 13. Oktober 2015
- Brüssel/Belgien: Die Übernahme von SABMiller durch Anheuser-Busch InBev für 96 Milliarden Euro wird bekannt gegeben.[36][37]
- Den Haag/Niederlande: Der Abschlussbericht zum Flugzeugabsturz von Malaysia-Airlines-Flug 17 wird veröffentlicht: Die abgestürzte Maschine ist dabei von einer Buk-Rakete abgeschossen worden, die in der Nähe des Cockpits eingeschlagen war. Die Ukraine wird kritisiert, weil sie den Luftraum über dem Ostteil ihres Staatsgebietes nicht gesperrt hatte.[38]

### Mittwoch, 14. Oktober 2015
- Aleppo/Syrien: Nach Berichten der Nachrichtenagentur Reuters bereitet die syrische Armee mit Unterstützung von iranischen Bodentruppen und der russischen Luftwaffe eine großangelegte Offensive gegen aufständische Rebellen nördlich von Aleppo vor.[39]

### Donnerstag, 15. Oktober 2015
- Washington, D.C./Vereinigte Staaten: Aufgrund der zunehmenden Stärke der Taliban in Afghanistan kündigt US-Präsident Barack Obama an, den Truppenabzug aus dem asiatischen Binnenstaat zu stoppen und 5000 Armeeangehörige bis 2016 in dem krisengebeutelten Land zu belassen.[40]

### Freitag, 16. Oktober 2015
- Brüssel/Belgien: In Anbetracht des anhaltenden Flüchtlingszustroms nach Europa wollen die Europäische Union und die Türkei kooperieren und die konkrete Ausgestaltung der Hotspots in Italien und Griechenland soll beschleunigt werden.[41]
- Nablus/Palästina: Ein Brandanschlag auf das für Juden heilige Josefsgrab in den palästinensischen Autonomiegebieten sorgt für internationale Empörung. Palästinenserpräsident Mahmud Abbas nennt die Tat „unverantwortlich“ und beruft eine Ermittlungskommission ein.[42]

### Samstag, 17. Oktober 2015
- Budapest/Ungarn: Im Zuge der Flüchtlingskrise schließt Ungarn seine grüne Grenze zu Kroatien. Der Flüchtlingsstrom wird damit Richtung Slowenien umgeleitet.[43]
- Köln/Deutschland: Einen Tag vor der Oberbürgermeisterwahl in Köln wird die parteilose Kandidatin und bisherige Sozialdezernentin Henriette Reker, die von CDU, FDP und Grünen unterstützt wird, bei einer Messerattacke niedergestochen und schwer verletzt. Am Folgetag gewinnt sie die Wahl.[44]
- Alaska/USA: Ein Bergrutsch in der Icy Bay verursacht mit etwa 193 m einen der größten Tsunamis in der amerikanischen Geschichte. Menschen oder Eigentum kamen dabei nicht zu Schaden.

### Sonntag, 18. Oktober 2015
- Bern/Schweiz: Bei den Schweizer Parlamentswahlen erhält die rechtspopulistische SVP die meisten Stimmen und wird im nächsten Nationalrat 65 der 200 Abgeordneten stellen. Im Ständerat werden die CVP und die FDP mit jeweils 13 Mandatsträgern am stärksten vertreten sein.[45][46]
- Frankfurt am Main/Deutschland: Der in Deutschland geborene iranische Schriftsteller und Orientalist Navid Kermani erhält den Friedenspreis des Deutschen Buchhandels.[47]

### Montag, 19. Oktober 2015

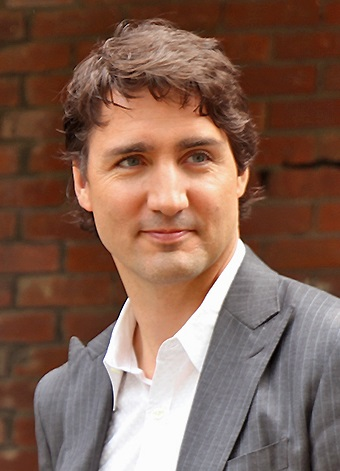
Justin Trudeau

- Moskau/Russische Föderation: Es wird bekannt, dass mit Transaero die größte russische private Fluggesellschaft pleite ist. Im Zuge der Wirtschaftssanktionen durch die russischen Krieg in der Ukraine samt der völkerrechtswidrigen Krim-Annexion gerät auch die staatliche Fluggesellschaft Aeroflot finanziell in immer größere Schwierigkeiten. Dazu kommt eine Ausdünnung des Streckennetzes russischer Ziele durch ausländische Fluglinien aufgrund zurückgehender Buchungen.[48]
- Ottawa/Kanada: Bei der kanadischen Unterhauswahl gewinnt die Liberale Partei die absolute Mehrheit der Sitze. Neuer Premierminister wird Justin Trudeau.[49]
- Zchinwali/Georgien: Der Präsident der separatistischen und unter russischem Einfluss stehenden Republik Südossetien, die völkerrechtlich ein Teil des Staatsgebietes von Georgien darstellt, Leonid Tibilow, kündigt Pläne für ein Referendum an, in dem zwischen dem Anschluss an die Russische Föderation oder der Unabhängigkeit entschieden werden könne.[50]

### Dienstag, 20. Oktober 2015
- Frankfurt am Main/Deutschland: Jörg Hofmann wird zum neuen Vorsitzenden der Gewerkschaft IG Metall gewählt.[51]
- Washington, D.C./Vereinigte Staaten: Die Vereinigten Staaten und die Russische Föderation unterzeichnen ein Flugabkommen zur Vermeidung von Zwischenfällen bei Luftangriffen in Syrien.[52]

### Mittwoch, 21. Oktober 2015
- Ljubljana/Slowenien: Angesichts des Zustroms mehrerer Tausend Flüchtlinge pro Tag und den für Migranten geschlossenen ungarisch-kroatischen sowie ungarisch-serbischen Grenzen, setzt Slowenien sein Militär zur Grenzsicherung zu Kroatien ein.[53]
- Moskau/Russische Föderation: Mit seinem ersten Auslandsbesuch seit Ausbruch des Bürgerkrieges in Syrien dankt dessen Präsident Baschar al-Assad Russlands Präsident Wladimir Putin für seine militärische Unterstützung gegen den Terrorismus.[54]

### Donnerstag, 22. Oktober 2015
- al-Hawija/Irak: In einer Kommandoaktion der Delta Force des United States Special Operations Command, unterstützt durch Spezialkräfte der Peschmerga der Autonomen Region Kurdistan, werden aus einem Gefängnis der Terrororganisation Islamischer Staat (IS) insgesamt 70 Geiseln, darunter 20 Angehörige der irakischen Streitkräfte befreit. Ein US-Soldat und 20 IS-Kämpfer kommen dabei ums Leben.[55][56][57]
- Lissabon/Portugal: Zweieinhalb Wochen nach der Parlamentswahl wird der bisherige Amtsinhaber, Ministerpräsident Pedro Passos Coelho, von Staatspräsident Aníbal Cavaco Silva im Amt bestätigt. Passos Coelho strebt nach dem Scheitern einer Großen Koalition eine konservative Minderheitsregierung an. Die linken Parteien, die über eine parlamentarische Mehrheit verfügen, kündigen ein Misstrauensvotum gegen den Regierungschef an.[58]
- Luxemburg/Luxemburg: Der Europäische Gerichtshof stellt in einem Urteil Az. C-264/14 fest, dass der Umtausch konventioneller Währungen in Einheiten der virtuellen Währung „Bitcoin“ nicht der Mehrwertsteuer unterliegt und als Zahlungsmittel anerkannt.[59]
- Santiago de Chile/Chile: Dutzende von gleichgeschlechtlichen Paaren melden sich für eine eingetragene Partnerschaft an, da ein im April verabschiedetes entsprechendes Gesetz in Kraft tritt.[60]
- Trollhättan/Schweden: Bei einer Schwertattacke an einer Grundschule im westschwedischen Trollhättan sterben ein Schüler, ein Lehrer sowie der Täter. Letzterer wird durch die Polizei erschossen.[61] Das Motiv der Tat deutet auf Fremdenfeindlichkeit hin.[62]
- Valletta/Malta: Die Europäische Zentralbank (EZB) belässt den Leitzins im Euroraum nach einem Beschluss des EZB-Rates in Malta auf einem Rekordtief von 0,05 Prozent.[63]

### Freitag, 23. Oktober 2015

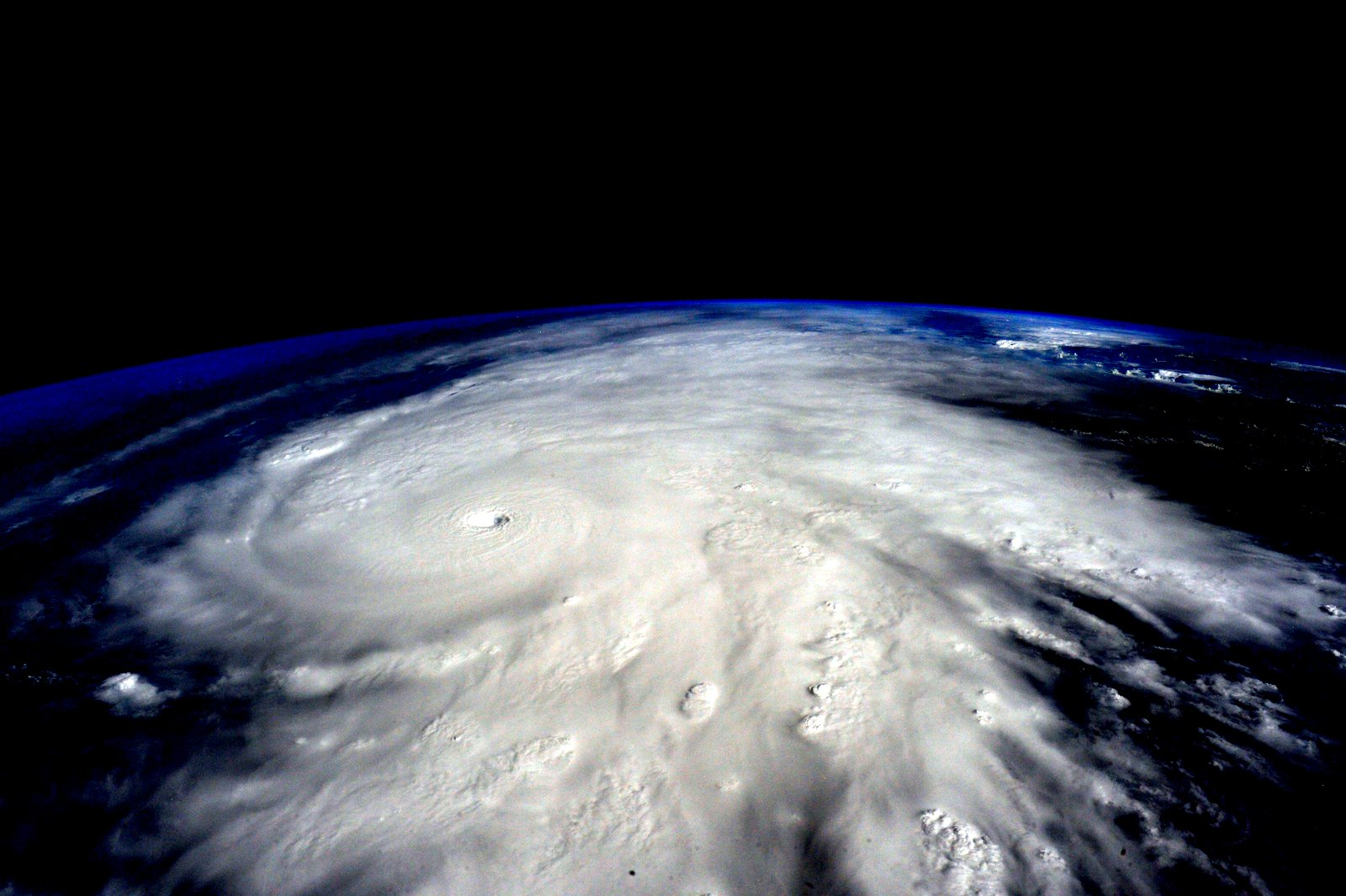
Hurrikan Patricia, Satellitenbild, 23. Oktober 2015

- Berlin/Deutschland: Die Aufsichtsräte der Barmer GEK und der Deutschen BKK beschließen ihre Fusion zur größten deutschen Krankenkasse.[64][65]
- Bordeaux/Frankreich: Beim schwersten Busunfall in Frankreich seit 33 Jahren sterben mindestens 43 Menschen. Dabei kollidieren nahe Puisseguin im Département Gironde ein Lkw und ein Bus frontal.[66]
- Dortmund/Deutschland: Das Deutsche Fußballmuseum wird eröffnet.[67]
- Maiduguri/Nigeria: Bei einem Selbstmord-Bombenanschlag während des Morgengebets auf eine Moschee im Stadtbezirk Jiddari Polo werden mehrere Dutzend Menschen getötet. Der Tat verdächtigt wird die Terrormiliz Boko Haram.[68][69]
- Manzanillo/Mexiko: Der in der Region stärkste je gemessene Wirbelsturm Patricia trifft nahe Manzanillo am Abend auf Land und schwächt sich weiter ab. Patricia hat sich erst kurz zuvor zu einem sehr starken Hurrikan entwickelt. Die mexikanische Regierung ruft für mehrere Bundesstaaten den Notstand aus.[70]

### Samstag, 24. Oktober 2015
- Berlin/Deutschland: Aufgrund der Flüchtlingskrise in Europa tritt in Deutschland ein verschärftes Asylgesetz in Kraft, das unter anderem mehr Sach- statt Geldleistungen für Asylbewerber vorsieht und schnellere Abschiebungen abgelehnter Asylbewerber ermöglichen soll.[71]
- Malé/Malediven: Nach dem Anschlag auf den maledivischen Präsidenten Abdulla Yameen vor vier Wochen wird mit Ahmed Admeed sein Stellvertreter als Verdächtiger festgenommen. Innenminister Umar Naseer erklärt, ihm werde Hochverrat vorgeworfen.[72]

### Sonntag, 25. Oktober 2015

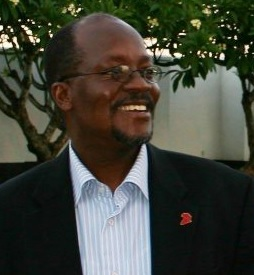
John Magufuli

- Austin/Vereinigte Staaten: Mit einem Sieg beim United States Grand Prix wird der Formel-1-Weltmeister von 2008 und 2014 Lewis Hamilton (GBR) Fahrer-Weltmeister 2015.[73]
- Brazzaville/Republik Kongo: Das Verfassungsreferendum zur Verlängerung der Amtszeit des Präsidenten der Republik Kongo wird angenommen.[74]
- Buenos Aires/Argentinien: Bei den Präsidentschafts- und Parlamentswahlen kommt es erstmals zu einer Stichwahl um das Amt des argentinischen Staatsoberhauptes, da keiner der Kandidaten eine Mehrheit erzielen kann. In dieser stehen sich der liberal-konservative Bürgermeister der Hauptstadt, Mauricio Macri, und der peronistische Gouverneur der Hauptstadtprovinz, Daniel Scioli, gegenüber.[75]
- Dodoma/Tansania: Bei den Präsidentschafts- und Parlamentswahlen in Tansania wird John Magufuli zum neuen Staatsoberhaupt gewählt. Das Ergebnis ist jedoch umstritten, da die Wahlen auf Sansibar für ungültig erklärt worden sind. Das oppositionelle Parteienbündnis des unterlegenen Kandidates Edward Lowassa fordert eine Neuauszählung der Stimmen.[76]
- Guatemala-Stadt/Guatemala: Die Stichwahl um das Amt des Präsidenten gewinnt Jimmy Morales.[77]
- Kiew/Ukraine: Die ukrainische Regierung stellt wegen der Annexion der Krim und dem Krieg in der Ostukraine den direkten Flugverkehr nach Russland ein. Russland reagiert daraufhin  mit der Einstellung des Flugverkehrs in die Ukraine.[78]
- Maskat/Oman: Bei den Wahlen zur Beratenden Versammlung beträgt die Beteiligung fast 56,7 Prozent.[79]
- Port-au-Prince/Haiti: Bei den Präsidentschafts- und Parlamentswahlen erringt keiner der Kandidaten die Mehrheit für das Amt des Staatsoberhauptes. In einer Stichwahl, die voraussichtlich im Dezember stattfinden soll, stehen sich Jude Célestin und Jevenel Moise gegenüber.[80]
- Warschau/Polen: Die Parlamentswahl gewinnt die nationalkonservative Partei Recht und Gerechtigkeit (PiS) um Spitzenkandidatin Beata Szydło.[81]
- Yamoussoukro/Elfenbeinküste: Bei den Präsidentschaftswahlen wird der Amtsinhaber Alassane Ouattara mit über 83 Prozent im Amt bestätigt.[82]

### Montag, 26. Oktober 2015
- Kabul/Afghanistan: Ein starkes Erdbeben der Stufe 7,5 auf der Richterskala erschüttert Süd- und Zentralasien. Das Epizentrum liegt in der ostafghanischen Provinz Badachschan. Über 300 Personen kommen dabei ums Leben. Sowohl in Afghanistan als auch in Pakistan gibt es viele Sachschäden. Die unter Kontrolle der radikalislamischen Taliban stehenden Wege und Erdrutsche erschweren den Zugang zu der am stärksten betroffenen bergigen Region.[83]

### Dienstag, 27. Oktober 2015
- Straßburg/Frankreich: Das Europäische Parlament verabschiedet die „Verordnung über Maßnahmen zum Zugang zum offenen Internet“. In dieser Verordnung sind das Ende der Netzneutralität sowie das Ende der Roaming-Gebühren bis zum Sommer 2017 enthalten.[84]

### Mittwoch, 28. Oktober 2015
- Hama/Syrien: Es wird bekannt, dass die russischen Luftangriffe in Syrien zu keinen nennenswerten Erfolgen für die Armee des Präsidenten Baschar al-Assad führen, da dessen Bodentruppen nicht in der Lage sind, erzielte Geländegewinne zu verteidigen. Geländegewinne gibt es dagegen für die Terrormiliz Islamischer Staat, die nun die Nachschubroute der Assad-Armee nach Aleppo, dessen Rückeroberung Assad ebenfalls misslingt, kontrolliert. Die Freie Syrische Armee rückt unterdessen Richtung Latakia vor.[85]
- Istanbul/Türkei: Wenige Tage vor der Parlamentswahl lässt die Regierung um Präsident Erdoğan  Polizeikräfte massiv gegen regierungskritische Medien vorgehen. Beim gewaltsamen Eindringen in die Zentrale des Medienkonzerns Koza İpek werden mehrere Journalisten verletzt und dieser unter Zwangsverwaltung gesetzt. Dazu werden Zeitungsredaktionen besetzt und der Betrieb zweier Fernsehsender unterbunden.[86]

### Donnerstag, 29. Oktober 2015

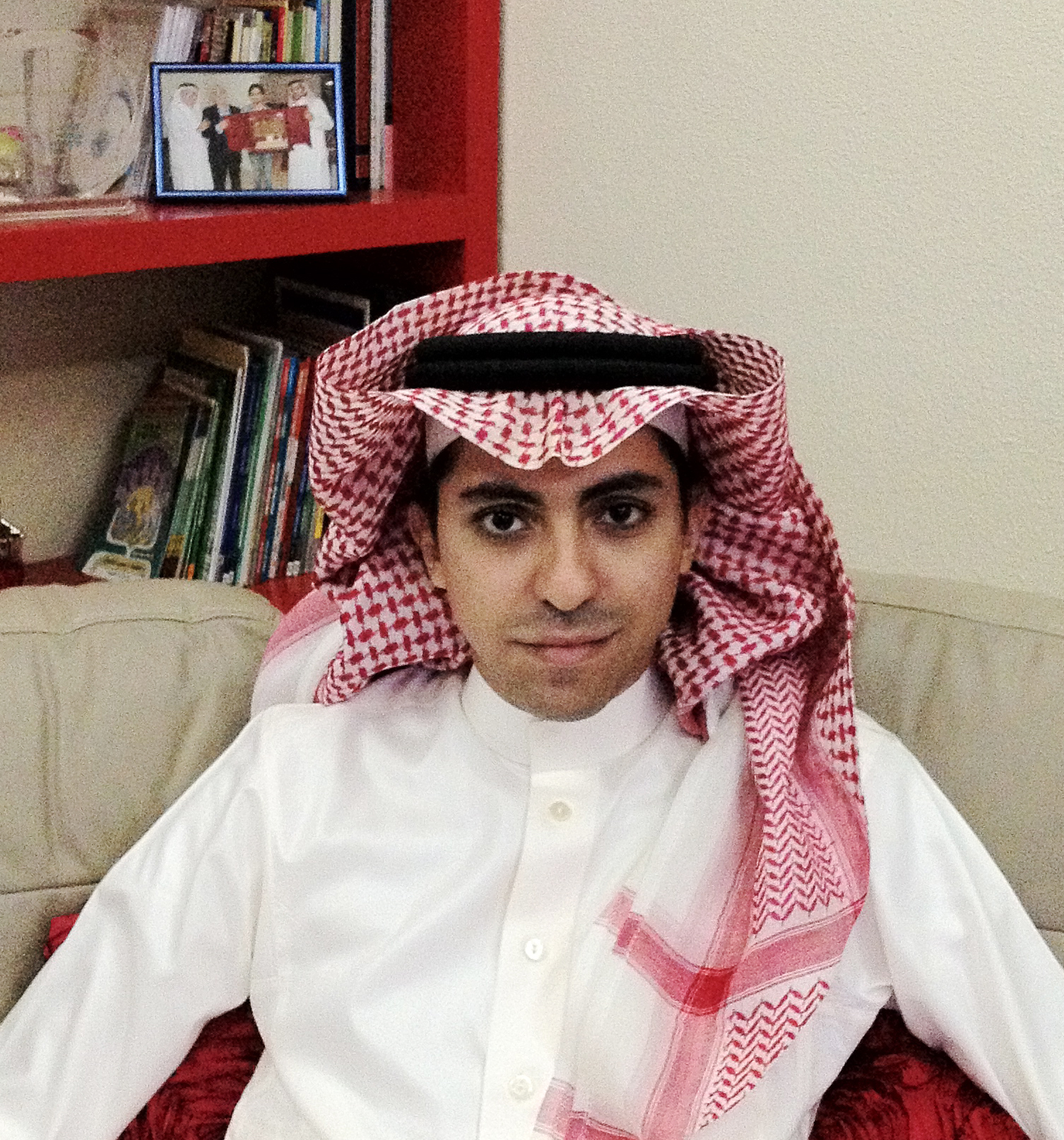
Raif Badawi (2012)

- Chișinău/Moldawien: Durch einen Misstrauensantrag wird die seit Juli amtierende proeuropäische Regierung unter Valeriu Streleț wegen eines Korruptionsskandals gestürzt. Nach der Auflösung des Kabinetts hat Staatspräsident Nicolae Timofti drei Tage Zeit, einen neuen Premierminister mit der Regierungsbildung zu beauftragen. Bei einem Scheitern käme es zu vorgezogenen Neuwahlen.[87]
- Peking/China: Die Volksrepublik China erklärt ihre umstrittene Ein-Kind-Politik offiziell für beendet. Paaren werden nun zwei Kinder erlaubt. Die Regierung will mit dieser Änderung einer Überalterung der Gesellschaft und dem Männerüberschuss entgegenwirken, da weibliche Föten aufgrund des höheren Status der männlichen Bevölkerung vermehrt abgetrieben wurden (vgl. Geschlechtsselektive Abtreibung).[88]
- Straßburg/Frankreich: Dem inhaftierten saudischen Internet-Aktivisten Raif Badawi wird vom Europäischen Parlament der diesjährige Sacharow-Preis für geistige Freiheit zuerkannt.[89]
- Washington, D.C./Vereinigte Staaten: Mit 236 Stimmen wird der republikanische Kongressabgeordnete Paul Ryan aus Wisconsin zum 62. Sprecher des Repräsentantenhauses und somit zum Nachfolger von John Boehner gewählt.[90]

### Freitag, 30. Oktober 2015
- Bukarest/Rumänien: Bei einem Großbrand während eines Metalkonzerts der Band Goodbye to Gravity im Nachtclub Colectiv kommen mindestens 27 Gäste ums Leben, weitere 145 werden verletzt. Ursache waren Feuerwerkskörper, die eine Säule und einen Deckenabschnitt und später Schallschutzmatten aus Polystyrol entzündeten, so dass es außerdem zu einer erheblichen Rauchentwicklung kam.[91][92]
- Chișinău/Moldawien: Staatspräsident Nicolae Timofti ernennt nach dem gestrigen Sturz der Regierung Gheorghe Brega zum neuen kommissarischen Ministerpräsidenten. Dieser hat nun drei Monate Zeit, eine neue Regierung zu bilden.[93]
- Wien/Österreich: Bei einer Konferenz zur Lösung des Syrien-Konfliktes, bei der erstmals die Erzrivalen Iran und Saudi-Arabien nebst weiteren 15 in den Bürgerkrieg involvierten Staaten wie Russland und die USA an einem Tisch sitzen, wird trotz gravierender Differenzen eine gemeinsame Erklärung verabschiedet, die die Forderung nach einem Waffenstillstand sowie die Bildung einer Übergangsregierung vorsieht. Derweil erklären die Vereinigten Staaten, mit weniger als 50 Spezialkräften moderate oppositionelle syrische Rebellen im Kampf gegen die Terrororganisation Islamischer Staat zu unterstützen.[94]

### Samstag, 31. Oktober 2015
- al-Arisch/Ägypten: Ein Passagierflugzeug des Typs Airbus A321-231 der russischen Fluggesellschaft Kogalymavia stürzt auf dem Flug 7K 9268 von Scharm asch-Schaich nach Sankt Petersburg mit 224 Menschen östlich von Bir el Hassana auf der Sinai-Halbinsel ab.[95]
- Düsseldorf/Deutschland: Das nordrhein-westfälische Finanzministerium kauft erneut eine Steuersünder-CD aus unbekannter Quelle für rund 5 Millionen Euro. Der Steuerfahndung in Wuppertal sollen Datensätze wegen Steuerhinterziehung und betrügerische Geschäftsvorfälle unter anderem bei der Kapitalertragsteuer und beim Dividendenstripping in einem Handelsvolumen von 70 Milliarden Euro vorliegen. Die Staatsanwaltschaft Köln soll auch gegen die Banque et Caisse d’Epargne de l’Etat (BCEE) in Luxemburg ermitteln.[96][97]
- London/Großbritannien: Im Finale der Rugby-Union-WM 2015 gewinnt Neuseeland mit 34:17 gegen Australien und holt damit zum dritten Mal den Weltmeistertitel.[98]
- München/Deutschland: Die Bundespolizei koordiniert den Flüchtlingsstrom von Österreich nach Deutschland durch die Einführung von fünf Grenzübergangsstellen bei Freilassing, Laufen an der Salzach, Neuhaus am Inn, Passau und Simbach am Inn.[99]
- Zamboanga City/Philippinen: Ein mutmaßlich defektes Stromkabel führt zu einem Brand in einer Markthalle. Dabei kommen 15 Menschen ums Leben und mehr als 13 Personen erleiden schwere Verletzungen.[100]

## Weblinks

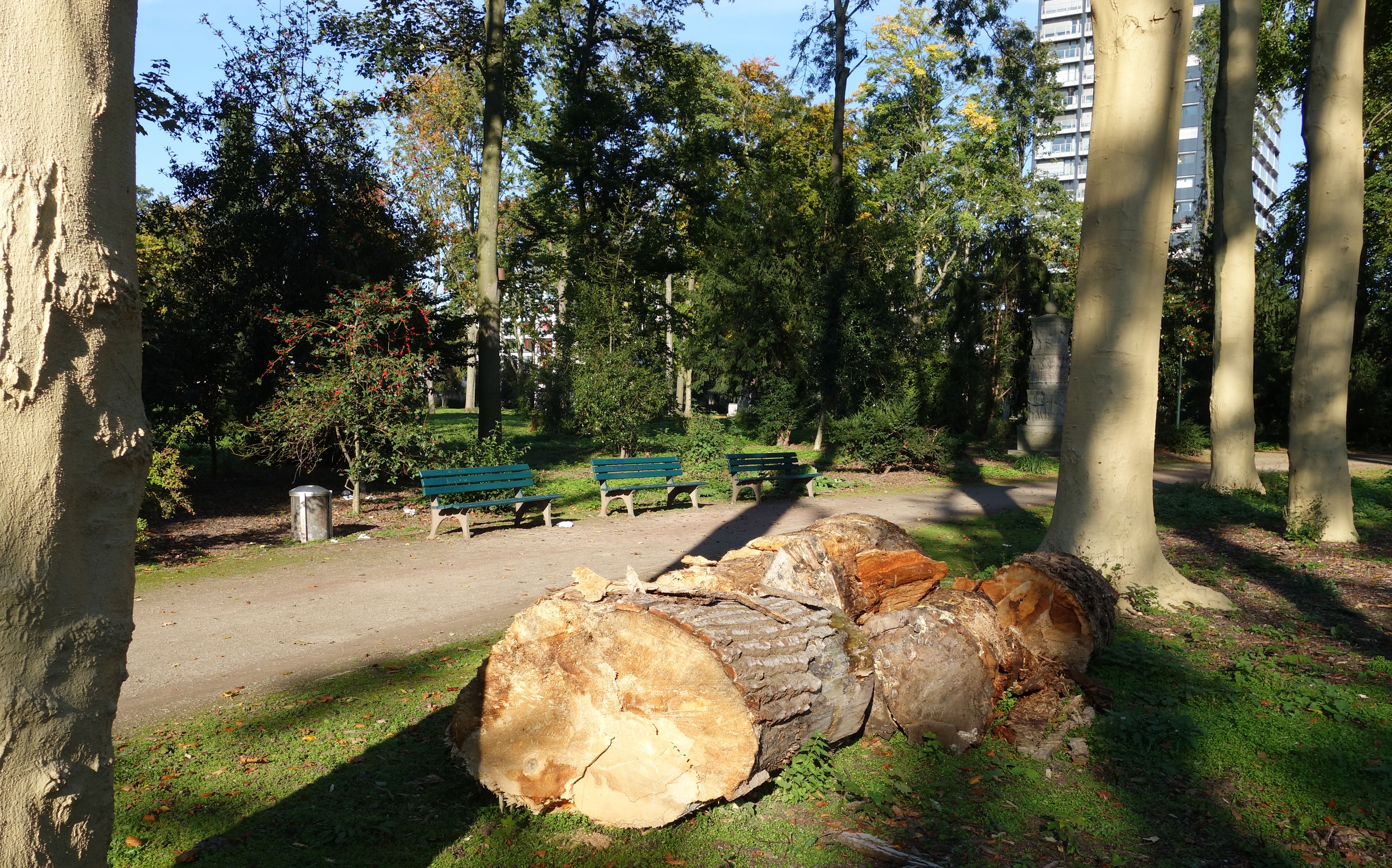
Düsseldorf im Oktober 2015